# Боец: Король ринга
«Боец: Король ринга» (англ. Prizefighter: The Life of Jem Belcher) — британо-американский биографический фильм о жизни боксёра Джема Белчера, ставшего самым молодым чемпионом Англии по боксу, но в 22 года ослепшего на один глаз и умершего в 30 лет. Главную роль исполнил сценарист фильма Мэтт Хукингс.

## В ролях
- Мэтт Хукингс — Джеймс Белчер
- Рэй Уинстон — Билл Уорр
- Рассел Кроу — Джек Слэк
- Мартон Чокаш — лорд Рашфорд
- Джоди Мэй — Мэри Белчер
- Стивен Беркофф — Уолтер
- Джулиан Гловер — лорд Эшфорд

## Производство
Основные съёмки начались 27 июня 2021 года в Уэльсе и окончились 9 ноября 2021 года на Мальте. 28 июля 2021 года было объявлено, что после начала съёмок в Южном Уэльсе, производство пришлось перенести за границу в Литву из-за отсутствия финансовой поддержки со стороны Creative Wales, хотя главный актёр и сценарист Мэтт Хукингс по нации валлиец. Выход фильма был отложен на год в связи и с финансовыми вопросами и конфликтами среди продюсеров и просрочке платежей команде фильма и кредиторам. В мае 2022 года было объявлено, что к команде актёров присоединился Рассел Кроу, а Amazon Prime будет распространять фильм по США и Великобритании в качестве эксклюзивного фильма.

## Восприятие
На сайте-агрегаторе рецензий Rotten Tomatoes лишь 20% из 15 критиков дали фильму положительную оценку со средним баллом 4,7/10. 
Автор Film.ru Ефим Гугнин оценил фильм на 3 из 10 и отметил его проблемным и беспомощным. Питер Брэдшоу поставил фильму 2/5. По его мнению, тот является ярким примером  direct-to-video, а актёрская игра даже лучших актёров  не вызывает восторга. 